# إيزابيل ويلسون
إيزابيل ويلسون (بالإنجليزية: Isabel Wilson)‏ (و. 1895 – 1982 م) هي طبيبة نفسية، وطبيبة، كانت عضوةً في كلية الأطباء الملكية، توفيت عن عمر يناهز 87 عاماً.

## جوائز
حصلت على جوائز منها:
- قائد وسام الامبراطورية البريطانية.